# Un tragico amore di Monna Lisa
Un tragico amore di Monna Lisa è un cortometraggio del 1912 diretto da Albert Capellani e basato sulla vita del pittore italiano Leonardo Da Vinci.
In Francia il film è conosciuto anche con il titolo La Joconde.

## Produzione
Il film fu prodotto dalla Pathé Frères  (con il nome S.C.A.G.L.)

## Distribuzione
Il film uscì nelle sale francesi il 17 maggio 1912, distribuito dalla Pathé Frères. Negli USA, venne distribuito dalla Warner's Features, Incorporated.

### Date di uscita
- Francia: 17 maggio 1912

Alias
- Le Tragique amour de Mona Lisa, Francia (titolo originale)
- La Joconde, Francia (sottotitolo)
- Un tragico amore di Monna Lisa, la Gioconda, Italia
- Mona Lisa, USA